# Gewerbe- und Industrie-Ausstellung zu Halle a.d.S. 1881

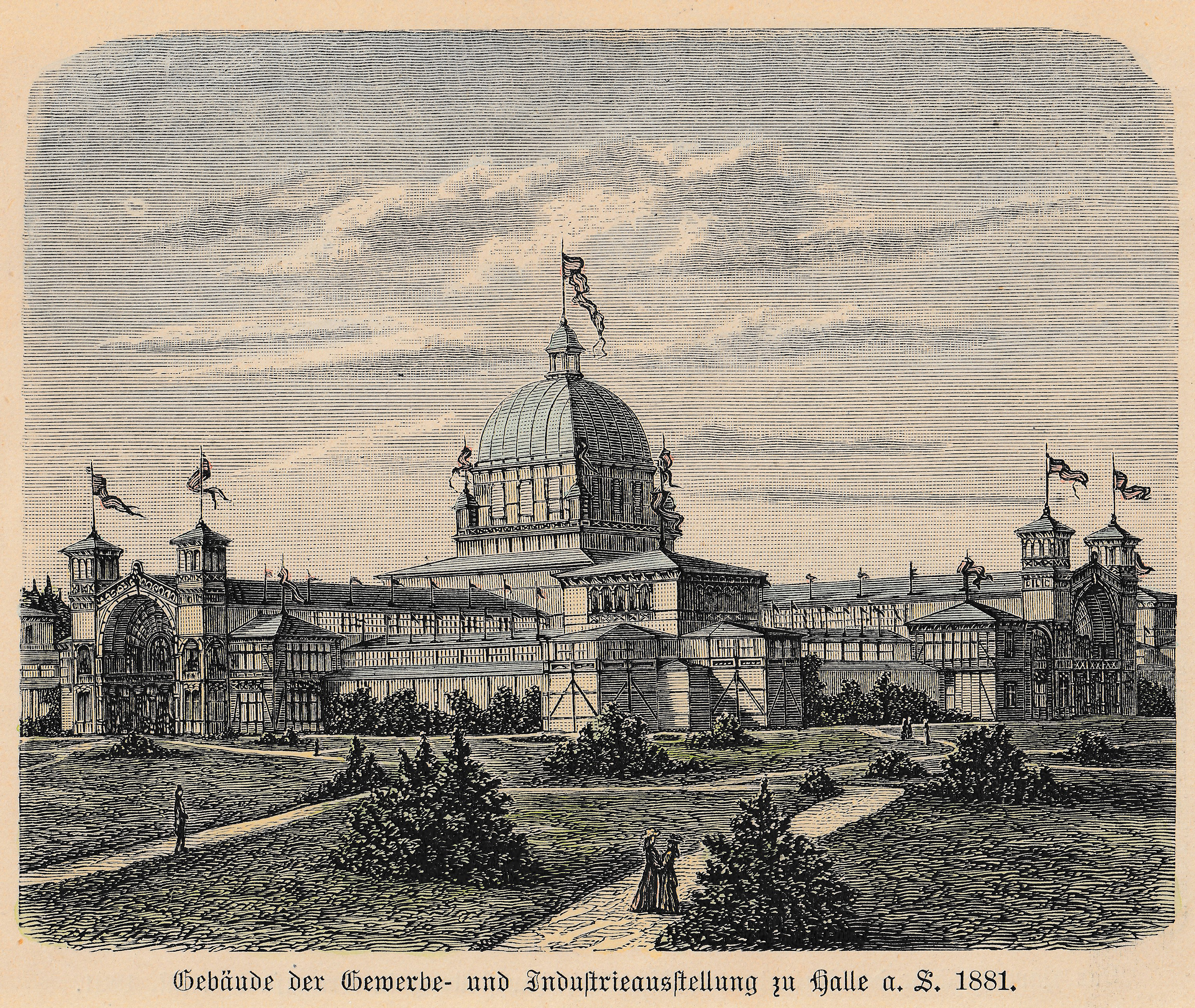
Hauptgebäude der Gewerbe- und Industrie-Ausstellung zu Halle a.d.S. 1881 in der Nähe des damaligen Thüringer Personenbahnhofs

Die Gewerbe- und Industrie-Ausstellung zu Halle a.d.S. 1881 war eine von der Stadt Halle (Saale) und der preußischen Provinz Sachsen gemeinsam organisierte Leistungsschau nach Vorbild der Weltausstellungen, die sich ab Mitte des 19. Jahrhunderts großer Beliebtheit erfreuten. Die Ausstellung wurde neben der Stadt Halle unterstützt durch die Städte Merseburg, Leipzig, Magdeburg, Eisleben und Wittenberg und fand vom 15. Mai bis zum 30. September 1881 statt. Die Zahl der Besucher in diesem Zeitraum wird auf mehr als 500.000 geschätzt.

## Vorgeschichte
Verschiedene internationale Metropolen hatten bereits Industrieausstellungen mit internationaler Beteiligung durchgeführt wie 1798 in Paris, die Great Exhibition 1851 in London, die Great Industrial Exhibition in Dublin, oder die „Exhibition of the Industry of All Nations“ in New York 1853–54. Diesen Ausstellungen folgten im deutschsprachigen Raum 1842 in Mainz die Erste Deutsche Industrieausstellung, 1844 die Allgemeine Deutsche Gewerbe-Ausstellung, die Industrieausstellungen 1850 in Wien und in Leipzig sowie 1854 die Erste Allgemeine Deutsche Industrieausstellung in München.
Ab Mitte des 19. Jahrhunderts erlebte die Region um Halle, Merseburg und Leipzig ein rasches wirtschaftliches Wachstum. In diesem Klima des Fortschrittsoptimismus wurde 1876 der „Erste Halle’sche Maschinenmarkt“ abgehalten und später erste Pläne zu einer Gewerbe- und Industrieausstellung aus dem Jahre 1878 wieder aufgenommen. Unter Leitung des damaligen Vorsitzenden des Thüringischen Bezirksvereins des Vereins Deutscher Ingenieure (VDI) und halleschen Stadtverordneten Victor Lwowski und dem damaligen Vorsitzenden des Sächsisch-Thüringischen Zweigvereins des Vereins für die Rübenzuckerindustrie im Deutschen Zollverein Walter sowie mit Unterstützung vieler überregionaler Gewerbetreibender und weiterer Persönlichkeiten des öffentlichen Lebens wurden die Pläne ab 1880 in die Tat umgesetzt. Ziel der Ausstellung war es, ein anschauliches Bild der gewerblichen und industriellen Leistungen im Königreich und in der Provinz Sachsen sowie in den thüringischen Staaten und dem Herzogtum Anhalt zu bieten und einen entscheidenden Impuls für die weitere industrielle Entwicklung im Ballungsraum Leipzig-Halle zu geben, die Bedeutung dieser Region überregional deutlich zu machen und somit für weiteren wirtschaftlichen Aufschwung und technologischen Fortschritt zu sorgen.
Zwischenzeitlich meldete die Stadt Dessau Ansprüche zur Austragung einer Leistungsschau an. Dies führte zu einem Verfahren vor einem Schiedsgericht, das am 6. Februar 1880 einen Schiedsspruch erließ, der Halle als Ausstellungsort bestätigte.
Mitglieder des Ehrenpräsidiums des 150 Personen umfassenden Ausstellungskomitees  waren der Oberpräsident a. D. der Provinz Sachsen Robert von Patow, der Merseburger Regierungspräsident Gustav von Diest, der Hallesche Berghauptmann August Huyssen, der Leipziger Oberbürgermeister Otto Georgi und der Oberbürgermeister a. D. von Halle Franz von Voß. Die Mitglieder des Vorstands waren Victor Lwowski (Stadtverordneter aus Halle), Dr. Plettner (Gewerbeschuldirector aus Halle), Albert Ernst (Spiritus-Raffinerie Halle), Julius Kuhlow (Direktor der Sächsisch-Thüringischen Aktiengesellschaft für Braunkohlenverwertung Halle), Heinrich Franz Lehmann (Bankhaus Lehmann Halle, Enkel von Heinrich Franz Lehmann), Ernst Zernial (Stadtrat und Abgeordneter des Magistrats der Stadt Halle), Adalbert Langbein (Direktor der Concordia Chemische Fabrik in Leopoldshall bei Staßfurt), Ernst Leuschner (Geheimer Bergrat Eisleben), C. H. Th. Schild (Bürgermeister Wittenberg) und Otto Duvigneau (Fabrikant Magdeburg).
Die finanzielle Bürgschaft über die Ausstellung übernahm die Stadt Halle mit einem Garantiefonds in Höhe von 350.000 Mark. Das verfügbare Budget betrug zunächst 300.000 Mark mit der Option der späteren Erhöhung auf bis zu 585.000 Mark. Im Dezember 1880 hatten sich bereits etwa 1200 Aussteller angemeldet, was eine deutliche Erweiterung der bis dahin geplanten Ausstellungsflächen nach sich zog. Aufgrund der gesetzten Termine für die Bauabnahmen entschied sich das Ausstellungskomitee, die weiterhin zahlreich eingehenden Anmeldungen der Aussteller schlussendlich auf 1700 zu beschränken.
Im August 1880 wurde eine öffentliche Ausschreibung für das Hauptausstellungsgebäude vorgenommen. Den Auftrag zur Leitung der nach seinem Entwurf auszuführenden Gebäude erhielt der Kölner Architekt August Hartel. Hartel wurde als Anerkennung für seine Arbeiten, die er „in ehrenvollster Weise durchgeführt hatte“ die goldene Medaille der Gewerbe- und Industrie-Ausstellung verliehen.

## Die Ausstellung

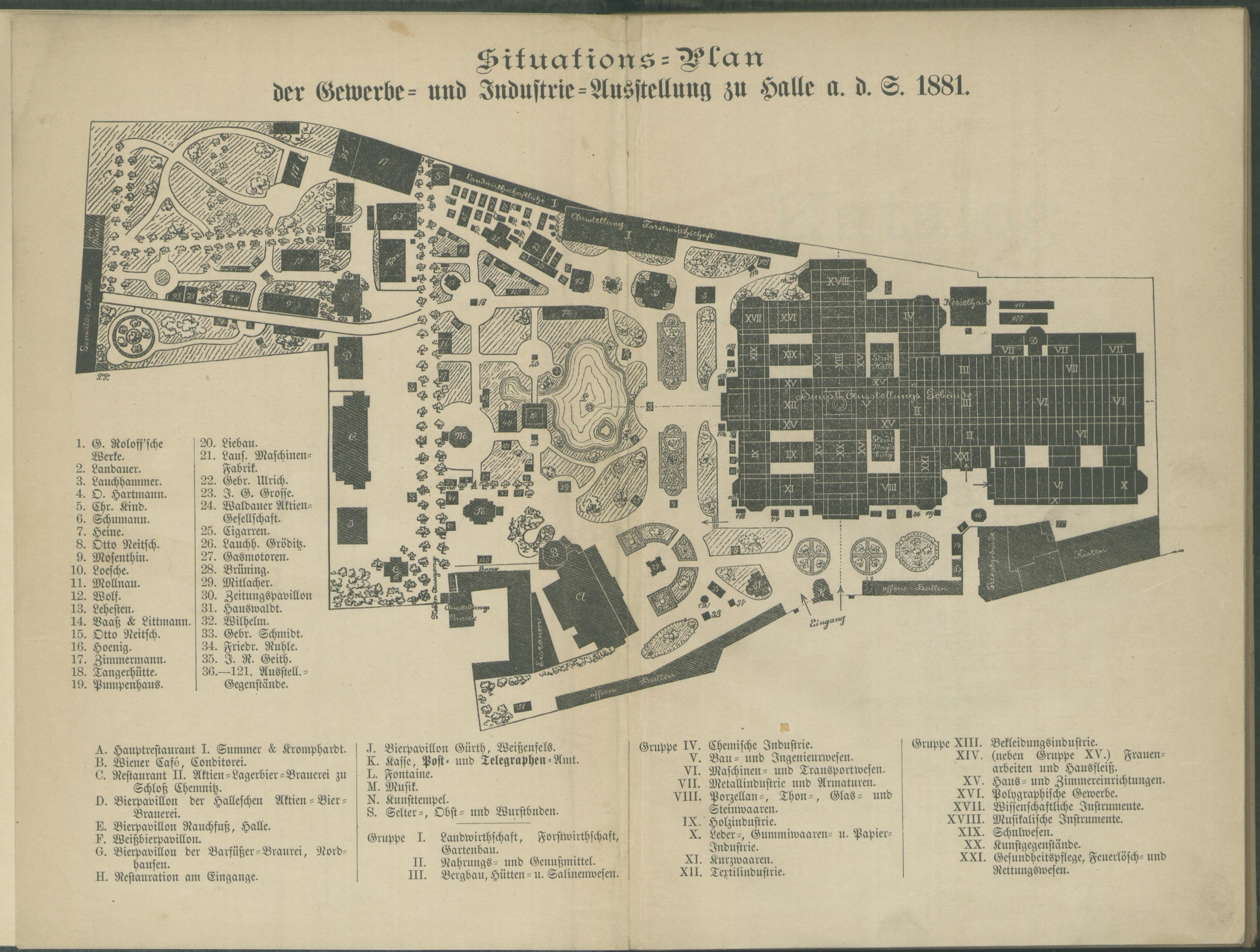
Übersichtsplan der Gewerbe- und Industrie-Ausstellung zu Halle a.d.S. 1881

Die Gewerbe- und Industrie-Ausstellung zu Halle a.d.S. 1881 wurde von Victor Lwowski und vom Merseburger Regierungspräsidenten Gustav von Diest am 15. Mai 1881 mit einer Festrede und anschließendem Festbankett, an dem etwa 1000 Gäste teilnahmen, eröffnet.
Die Ausstellung fand auf einer Fläche von etwa 10 Hektar in mehr als 130 kleineren Gebäuden und Ausstellungspavillons sowie einem Hauptgebäude mit 21 sogenannten Ausstellungsgruppen statt. Begrenzt wurde das, etwa 500 Meter vom damaligen Thüringer Personenbahnhof entfernt liegende Gelände, im Norden von der Krausen- und der Krukenbergstraße, im Osten von den Bahngleisen des Berlin-Anhalter-Güterbahnhofs (heute Volkmanntraße), im Süden von der Marienstraße (heute überbaut mit der Hochstraße/B6) und im  Westen von der Magdeburger Straße. Das mehr als 28.000 m² große und 220.000 Mark teure Hauptgebäude nahm die südliche Spitze des Geländes ein. Die Gesamtkosten für die Errichtung aller Gebäude betrugen 270.000 Mark.
Das Hauptgebäude des Ausstellungsgeländes bestand aus einer mehr als 12.000 m² großen quadratischen Zentralhalle mit einer 42 Meter hohen Glaskuppel. Die Zentralhalle wurde gekreuzt durch vier Hauptschiffe und an ihren Ecken befanden sich kleine Hallen. Südlich an die Zentralhalle schloss sich eine mehr als 4.200 m² große Halle an. An diese Halle schloss sich westlich eine etwa 1.200 m² große Wagenhalle an. Die gesamte bebaute Fläche des Hauptgebäudes nahm etwa 18.000 m² ein.
Die Ausstellungen im Hauptgebäude unterteilten sich in folgende 21 Ausstellungsgruppen:
| I    | Land-, Forstwirtschaft und Gartenbau    | XII   | Textilindustrie                                  |
| II   | Nahrungs- und Genussmittel              | XIII  | Bekleidungsindustrie                             |
| III  | Bergbau-, Hütten- und Salinenwesen      | XIV   | Frauenarbeiten und Hausfleiss                    |
| IV   | Chemische Industrie                     | XV    | Haus- und Zimmereinrichtungen                    |
| V    | Bau- und Ingenieurswesen                | XVI   | Polygraphische Gewerbe                           |
| VI   | Maschinen- und Transportwesen           | XVII  | Wissenschaftliche Instrumente                    |
| VII  | Metallindustrie und Armaturen           | XVIII | Musikalische Instrumente                         |
| VIII | Porzellan-, Ton- und Steinwaren         | XIX   | Schulwesen                                       |
| IX   | Holzindustrie                           | XX    | Kunstgegenstände                                 |
| X    | Leder-, Gummiwaren- und Papierindustrie | XXI   | Gesundheitspflege, Feuerlösch- und Rettungswesen |
| XI   | Kurzwaren                               |       |                                                  |

Im Rahmen der Gewerbe- und Industrie-Ausstellung fand ebenfalls die XXV. Kunstausstellung des Kunstvereins Halle statt. Neben den eigentlichen Ausstellungen gab es verschiedene Vergnügungs- und gastronomische Angebote. Zum Programm gehörten Besuche von Persönlichkeiten aus dem In- und Ausland, Konzerte, Theater, Bankette, Feuerwerke, eine Lotterie mit einer Gesamtausschüttung von 105.000 Mark sowie die Verleihung von Preisen für auszeichnungswürdige Exponate. Besondere Attraktionen der Ausstellung waren unter anderem der Aufzug im Hauptausstellungsgebäude, der die Besucher in eine Galerie im Obergeschoss beförderte und die auf dem Gelände und in den Gebäuden errichtete elektrische Beleuchtung. Als Souvenirs konnten die Besucher unter anderem Postkarten, Medaillen, ein Set aus 12 Fotos sowie Erinnerungstücher bedruckt mit einem Bild des Ausstellungsgeländes und des Hauptausstellungsgebäudes erwerben. Vier dieser Erinnerungstücher sind erhalten und in einer Dauerausstellung zur halleschen Stadtgeschichte ausgestellt.
Die Ausstellungsgebäude waren täglich von 10:00 bis 18:00 Uhr geöffnet, das Ausstellungsgelände mit Gärten und Gastronomie darüber hinaus bis 23:00 Uhr. Für die Ausstellung wurden Tageskarten, Dauerkarten und Freikarten sowie entsprechende Ermäßigungen angeboten. Das Tagesticket war zu Preisen zwischen 20 Pfennig für Schüler im Rahmen eines Besuchs mit der Schulklasse bis zu 1 Mark für Erwachsene erhältlich. Dauerkarten gab es zum Preis zwischen 10 und 30 Mark. Am 14. Juli 1881 wurden beispielsweise 7589 Eintrittskarten für insgesamt 3587,10 Mark verkauft. Das Rauchen sowie das „sichtbare Tragen von Tabakpfeifen oder Cigarren“ war in den Ausstellungsräumen untersagt, das Mitbringen von Hunden war nicht erlaubt.
Kurz vor und während der Ausstellung erschien vom 22. April 1881 bis zum 30. September 1881 dreimal wöchentlich die Ausstellungs-Zeitung. Die Saale-Zeitung, allgemeine Zeitung für Mitteldeutschland; Hallesche neueste Nachrichten widmete den einzelnen Ausstellungsgruppen wöchentlich jeweils Sonntags eine halbe Seite und stellte die einzelnen Ausstellungsgruppen vor.

## Auszeichnungen (Auszug)
- Goldene Medaille:
  - Wilhelm Rühlmann, Orgelbauanstalt Rühlmann Zörbig[13]
  - August Hartel, Architekturbüro
  - R. Wolf, Maschinen- und Kesselschmiede Wolf Buckau (Magdeburg)[14]
  - J. R. Geith Tonwarenfabrik Annawerk Coburg[15]
  - Tonwarenfabrik der Magdeburger Bau- und Credit-Bank[16]
  - H. Gruson Eisengießerei und Maschinenfabrik Magdeburg[17]
  - J. Aders Fabrikeinrichtungen, Magdeburg[18]
- Silberne Medaille:
  - Georg Heyde, Zinn- und Blechspielwarenfabrik Dresden[19]
  - Bürgeler Töpfer-Kooperative[20]
  - Gustav Glück, Bildhauer, Halle[21]
  - Franz Moenthin Eisenbau-Fabrik und Eisengiesserei Leipzig-Eutritzsch[22]
  - F. von Heyden, Salicylsäure-Fabrik Dresden[23]
  - Heinrich Hirzel Fabrik für Gaswerke und Apparate für chemische Fabriken, Leipzig-Plagwitz[24]
  - Julius Müller, Feuerspritzen- und Metallwaren-Fabrik Döbeln[25]
  - Robert Seitz Hof-Pianoforte-Fabrik Leipzig[26]
- Bronzene Medaille
  - Julius Lappe, Liqueure und Fruchtsäfte Neudietendorf[27]
- Prämierungen
  - Oskar Schneider, Leipziger Lehrmittel-Anstalt[28]
  - Hugo Koch, Vervielfältigungs-Apparate Leipzig-Connewitz[29]
  - Karl Krause, Maschinen für Buchbindereien Leipzig[30]
  - F. W. Krüger Fisch Fabrik, Barth[31]
  - Hugo Lonitz, Neuhaldensleben[32]
  - Gräflich Stolberg-Wernigerodische Factorei Ilsenburg[33]
  - Issleib & Bebel Leipzig[34]
  - Karl Helmholz Tischlermeister Magdeburg[35]
  - Theodor Encke Parkettfußbodenfabrik Magdeburg[35]
  - P. Bessert, Hofstickerei, Nettelbeck, Berlin und Dresden[36]
  - C. E. Meinung Kinderspielwaren-Fabrik Ohrdruf[37]
  - Ernst Rosenkranz Pianoforte-Fabrik Dresden[38]
- Staats-Medaille
  - Gustav Glück, Bildhauer, Halle[39]